# 2006 QV89
2006 QV89 ist ein kleiner erdnaher Asteroid vom Apollo-Typ mit einem aus der Helligkeit geschätzten Durchmesser von 20 bis 50 Metern. Er gelangte in die Nachrichten, weil für einen Einschlag am 9. September 2019 eine Wahrscheinlichkeit von etwa 10−4 bestand und durch gezieltes Spähen mit dem Very Large Telescope der ESO am 4. und 5. Juli 2019 ausgeschlossen wurde. Es war das erste Mal, dass durch eine Nichtbeobachtung ein Impaktrisiko minimiert wurde. Die Wahrscheinlichkeit für Einschläge in späteren Jahren ist mit 3,3·10−6 vernachlässigbar gegenüber dem allgemeinen Risiko durch erdnahe Asteroiden.
Der Asteroid wurde am 29. August 2006 bei einer Annäherung bis auf 0,02 AE (3.000.000 km) entdeckt. Seit dem 8. September 2006 wurde er nicht mehr beobachtet.